# Sail-sous-Couzan
Sail-sous-Couzan je obec v departmentu Loire ve střední Francii.

## Geografie
Komunou protéká řeka Lignon du Forez.

## Památky
- hrad Couzan ze 13. století

## Demografie
Počet obyvatel

## Slavné osobnosti
Tato komuna je rodištěm francouzského hráče a fotbalového trenéra Aimé Jacqueta.